# Dongola, Illinois
Dongola är en ort (village) i Union County i Illinois. Orten har fått sitt namn efter Dongola i Sudan. Vid 2010 års folkräkning hade Dongola 726 invånare.